# 織田信行
織田信行（1536年?—1557年11月22日），日本戰國時代武將，尾張國那古野城主織田信秀三男或四男，母親為信秀正室土田御前，是織田信長的同母弟。他有許多名字，一般以信行這個名字最廣為流傳，也有稱之為信勝、達成、信成等等。幼名為勘十郎，後來信長即位後改受領名為武藏守，被封為末森城主。兒子為津田信澄、信兼及信糺。

## 生平
織田信行在1536年出生，但是詳細情況並不清楚。
其兄信長是個放蕩不羈，予人沒有教養的感覺的人，而信行卻是個打扮與行為舉止都很有禮貌的人，因此身為母親的土田御前對信行非常疼愛，希望由信行擔任織田家當主，並受領織田家代代當主的受領名「彈正忠」，也因此造成信長與信行兄弟之間的不和。1551年父親信秀去世後，兄長信長在葬禮上不但穿著邋遢，又在佛龕前做出無禮的舉動。相較於舉止端正的信行，一些家臣傾向支持信行來繼承織田家，其中包括林秀貞與柴田勝家兩大重臣。
1556年，由林秀貞、林通具及柴田勝家等信行派人士與信長發生戰爭，稱為「稻生之戰」，信行統治的末森城被包圍。後來由母親土田御前出面斡旋，向兄長信長表達謝罪之意，使信長赦免林秀貞與柴田勝家，信行也與信長暫時和睦相處。
但是信行在隔年仍有叛心，繼續策劃謀反之事；柴田勝家得知後，通報給信長知道。於是兄長信長便假裝臥病，將弟弟信行騙至清洲城探病，最後命河尻秀隆將信行在臥房中刺殺。

## 正統繼承者論點
有一說為信行才是信秀指名的繼承者，信長反而是謀反者。此說認為信秀的本城是末森城，按照當時傳統若信長為繼承人，信長必定會回末森城繼位並成為末森城主，以彰顯自身統治正當性。但實際上信長都只有在支城那古野城活動的紀錄，所以信長繼位後反而遠居支城還與原為父親根據地的末森城為敵，明顯不近情理。
綜觀整個戰國時代，完全沒有任何一家大名任命在外擔任支城城主的子女直接成為家督的紀錄，繼承人全都風塵僕僕回到本城才繼位，並把居所從原本的封地改回本城。況且信長在事後無故拆掉末森城，頗有刻意抹消這段不光彩行為的氣味，故支持信行說的學者認為信長繼位的通說只不過是信長當權後竄改事實的美化說法。

### 家主分治
那古野城原本是今川氏親以軍力迫斯波義達臣服後，讓今川氏豐繼統南北朝時曾任尾張守護的今川仲秋家系形式領有，有著象徵今川家勢力擴及尾張的政略意義。
直至織田信秀於1532年以下克上政變方式奪取那古野城，將今川家勢力逐出尾張，奠定織田信秀在尾張南部的領土勢力與躍升戰國大名之開端，此後織田信秀在那古野城鄰近之處修築古渡城，以那古野城為中心發展政商經濟，到了1546年在信長元服前就將那古野城讓給信長開始實習城務與軍事逐步歷練，信秀移居古渡城，到了1548年信秀才與信行移居末森城，末森城位在那古野城東邊方向，信秀應是考量讓信長擔任那古野城主方式讓信長歷練，一邊兼顧北面與齋藤道三政略婚姻同盟和睦，一邊對抗南面今川家侵攻，一邊注意信長在擔任城主時的政略才能與實務歷練的表現是否有擔當家督繼承人的器量。
在織田信秀死後，信行繼承擔任末森城的城主與末森城的家臣團，信行憑據末森城領地具備與信長分庭抗禮的實力與意圖，在稻生之戰起兵向信長爭奪家督失敗後，仍據守在末森城直到被信長用計引誘除掉身死。